# Saint-Jean-de-Muzols
Pour les articles homonymes, voir Saint-Jean.
Saint-Jean-de-Muzols est une commune française située dans le département de l'Ardèche, en région Auvergne-Rhône-Alpes.
Ses habitants sont appelés les Muzolais.

## Géographie

### Situation et description
Cette commune est voisine de la sous-préfecture de l'Ardèche Tournon et elle est rattachée à son aire urbaine. Sur son territoire se trouve le site des gorges du Doux ainsi que le site de la gare de départ du train touristique de l'Ardèche (Chemin de fer du Vivarais).

### Communes limitrophes
| Lemps                     |                      | Gervans (Drôme)          |
|                           | Saint-Jean-de-Muzols | Crozes-Hermitage (Drôme) |
| Saint-Barthélemy-le-Plain | Tournon-sur-Rhône    | Tain-l'Hermitage (Drôme) |

### Climat
Pour des articles plus généraux, voir Climat d'Auvergne-Rhône-Alpes et Climat de l'Ardèche.
En 2010, le climat de la commune est de type climat du Bassin du Sud-Ouest, selon une étude du CNRS s'appuyant sur une série de données couvrant la période 1971-2000. En 2020, Météo-France publie une typologie des climats de la France métropolitaine dans laquelle la commune est dans une zone de transition entre le climat de montagne et le climat méditerranéen et est dans la région climatique Moyenne vallée du Rhône, caractérisée par un bon ensoleillement en été (fraction d’insolation > 60 %), une forte amplitude thermique annuelle (4 à 20 °C), un air sec en toutes saisons, orageux en été, des vents forts (mistral), une pluviométrie élevée en automne (250 à 300 mm).
Pour la période 1971-2000, la température annuelle moyenne est de 12,7 °C, avec une amplitude thermique annuelle de 17,8 °C. Le cumul annuel moyen de précipitations est de 878 mm, avec 7,1 jours de précipitations en janvier et 5,2 jours en juillet. Pour la période 1991-2020, la température moyenne annuelle observée sur la station météorologique de Météo-France la plus proche, sur la commune de Gervans à 3 km à vol d'oiseau, est de 14,3 °C et le cumul annuel moyen de précipitations est de 826,8 mm,. Pour l'avenir, les paramètres climatiques de la commune estimés pour 2050 selon différents scénarios d'émission de gaz à effet de serre sont consultables sur un site dédié publié par Météo-France en novembre 2022.
| Mois                                  | jan.          | fév.           | mars          | avril         | mai           | juin          | jui.          | août          | sep.         | oct.          | nov.          | déc.           | année      |
| ------------------------------------- | ------------- | -------------- | ------------- | ------------- | ------------- | ------------- | ------------- | ------------- | ------------ | ------------- | ------------- | -------------- | ---------- |
| Température minimale moyenne (°C)     | 2             | 1,6            | 4,5           | 7,7           | 10,9          | 14,6          | 16,4          | 16,1          | 12,8         | 9,8           | 5,9           | 2,7            | 8,8        |
| Température moyenne (°C)              | 5,4           | 6              | 10,1          | 13,9          | 17            | 21,3          | 23,7          | 23,5          | 19,5         | 14,8          | 9,7           | 6,2            | 14,3       |
| Température maximale moyenne (°C)     | 8,7           | 10,3           | 15,8          | 20,1          | 23,2          | 28,1          | 31            | 30,9          | 26,3         | 19,9          | 13,5          | 9,6            | 19,8       |
| Record de froid (°C) date du record   | −7,3 20.01.17 | −11,2 05.02.12 | −5,1 16.03.13 | −0,9 01.04.13 | 2,8 07.05.19  | 7,8 13.06.19  | 9,9 14.07.16  | 9,3 27.08.18  | 3,5 27.09.10 | −1,8 30.10.12 | −4,5 28.11.13 | −10,2 20.12.09 | −11,2 2012 |
| Record de chaleur (°C) date du record | 19,3 10.01.15 | 22,5 24.02.20  | 27,2 31.03.21 | 30,4 21.04.18 | 34,7 24.05.09 | 40,3 27.06.19 | 41,2 24.07.19 | 40,7 08.08.20 | 36 16.09.19  | 30,6 02.10.11 | 23,6 07.11.13 | 19,6 17.12.19  | 41,2 2019  |
| Précipitations (mm)                   | 54,9          | 43,5           | 50,1          | 62,6          | 82,9          | 64            | 62,4          | 47,3          | 66,9         | 120,9         | 119,3         | 52             | 826,8      |

### Hydrographie
La rive droite du Rhône borde le territoire de la commune dans sa partie orientale.

### Voies de communication
Le territoire communal est traversé par la route départementale 86 (ancienne route nationale RN86) qui longe le Rhône sur sa rive droite et qui permet de relier Lyon à Nîmes.
La commune est également accessible par l'autoroute A7 par Guilherand-Granges. L'échangeur le plus proche (no 13) est situé sur la commune de Mercurol-Veaunes.

## Urbanisme

### Typologie
Au 1er janvier 2024, Saint-Jean-de-Muzols est catégorisée ceinture urbaine, selon la nouvelle grille communale de densité à 7 niveaux définie par l'Insee en 2022.
Elle appartient à l'unité urbaine de Tournon-sur-Rhône, une agglomération inter-départementale dont elle est une commune de la banlieue,. Par ailleurs la commune fait partie de l'aire d'attraction de Tournon-sur-Rhône, dont elle est une commune de la couronne,. Cette aire, qui regroupe 9 communes, est catégorisée dans les aires de moins de 50 000 habitants,.

### Occupation des sols
L'occupation des sols de la commune, telle qu'elle ressort de la base de données européenne d’occupation biophysique des sols Corine Land Cover (CLC), est marquée par l'importance des territoires agricoles (42,5 % en 2018), en diminution par rapport à 1990 (45,2 %). La répartition détaillée en 2018 est la suivante : forêts (39 %), zones agricoles hétérogènes (18,1 %), zones urbanisées (15,4 %), cultures permanentes (13,4 %), prairies (11,1 %), eaux continentales (3 %).
L'évolution de l’occupation des sols de la commune et de ses infrastructures peut être observée sur les différentes représentations cartographiques du territoire : la carte de Cassini (XVIIIe siècle), la carte d'état-major (1820-1866) et les cartes ou photos aériennes de l'IGN pour la période actuelle (1950 à aujourd'hui).

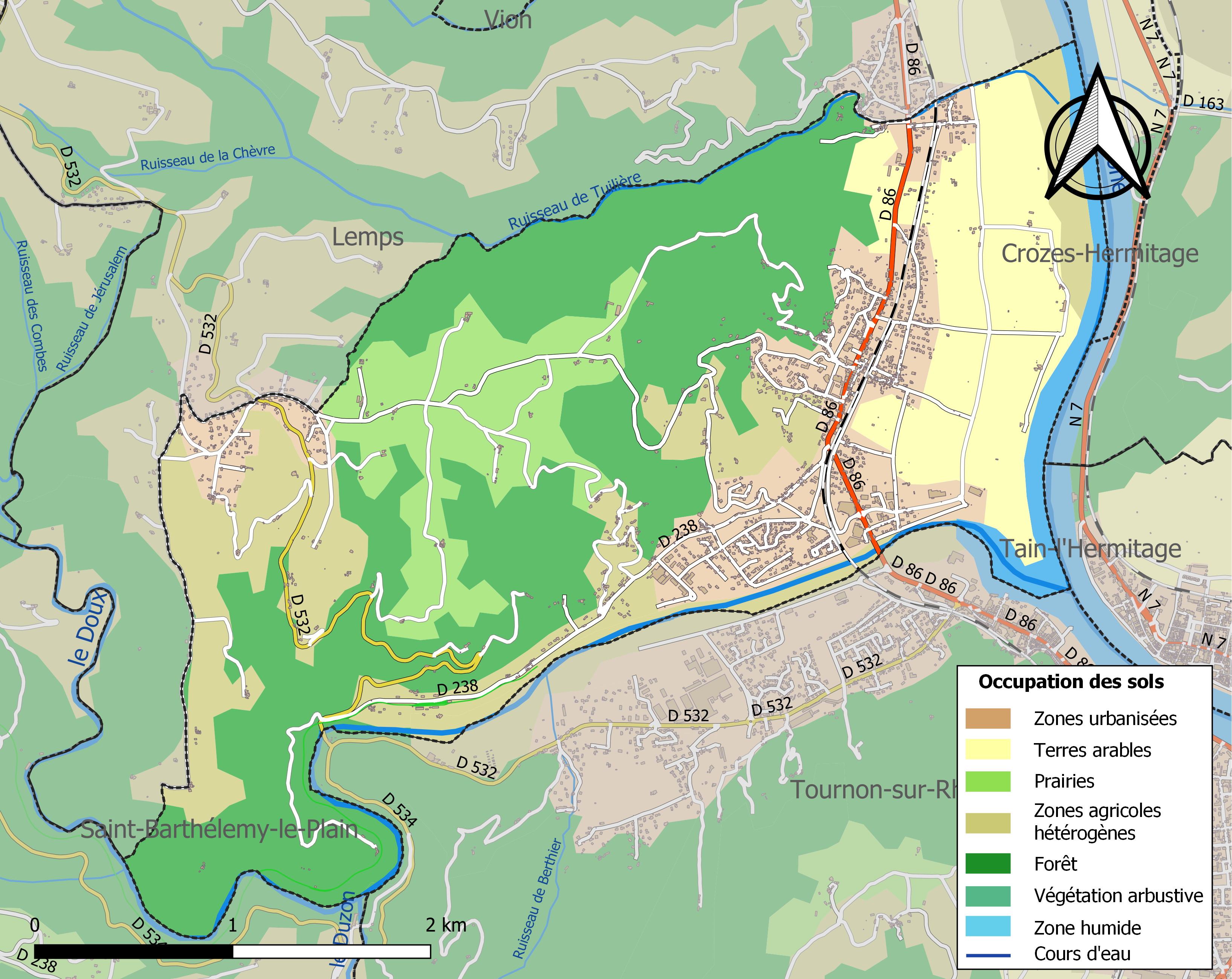
Carte des infrastructures et de l'occupation des sols de la commune en 2018 (CLC).

### Risques naturels

#### Risques sismiques
L'ensemble du territoire de la commune de Saint-Jean-de-Muzols est situé en zone de sismicité no 3, dite « modérée » (sur une échelle de 1 à 5), comme la plupart des communes situées dans la vallée du Rhône, mais non loin de la limite orientale de la zone no 2, dite « faible » qui correspond au plateau ardéchois.
| Type de zone | Niveau            | Définitions (bâtiment à risque normal) |
| ------------ | ----------------- | -------------------------------------- |
| Zone 3       | Sismicité modérée | accélération = 1,1 m/s2                |

## Histoire
Ancien port sur le Rhône, grec puis romain (Muzolium). Paroisse formée par la réunion de trois chapelles dont une commanderie de l'ordre de Saint-Jean de Jérusalem dite de Sainte-Épine.

### Les Hospitaliers
Cette commanderie de l'Hôpital est attestée depuis le XIIIe siècle sous le nom de Maison de l'Hôpital du Pont-de-Doux, elle ne prend le nom de commanderie de Sainte-Épine qu'à partir du XVIe siècle alors qu'elle est devenue membre de la commanderie de Devesset et du grand bailliage de Lyon.

## Politique et administration

### Liste des maires
Le 19 mai 2011, Guy Martinez annonce sa démission de maire de la commune et de président de la communauté de communes du Tournonnais pour raisons de santé.
Lors du conseil municipal du 6 juillet 2011, André Arzalier est élu maire en remplacement de Guy Martinez. Réélu en 2014, il décède le 30 juin 2019. Son premier adjoint Jean-Paul Clozel lui succède alors en septembre 2019.
| Période                                  | Période                    | Identité          | Étiquette    | Qualité |
| ---------------------------------------- | -------------------------- | ----------------- | ------------ | --- |
| Les données manquantes sont à compléter. |                            |                   |              | |
| septembre 1865                           | janvier 1876               | Baptiste Martinot |              | |
| janvier 1876                             | mai 1884                   | Pierre Blanchet   |              | |
| mai 1884                                 | mai 1904                   | Louis Marion      |              | |
| mai 1904                                 | mai 1908                   | Jean-Louis Royol  |              | |
| mai 1908                                 | mai 1912                   | Édouard Cettier   |              | |
| mai 1912                                 | mai 1929                   | Jean-Louis Royol  |              | |
| mai 1929                                 | mai 1935                   | Jean Fontaine     |              | |
| mai 1935                                 | juin 1936                  | Paul Saintsorny   |              | |
| juin 1936                                | novembre 1947              | Léon Passas       |              | |
| novembre 1947                            | mai 1953                   | Édouard Cettier   |              | |
| mai 1953                                 | juin 1962                  | Henri Martinot    |              | |
| juin 1962                                | décembre 1963              | Maurice Chifflet  |              | |
| décembre 1963                            | 24 mars 1989               | Noël Passas       | UNR puis RPR | |
| 24 mars 1989                             | 4 juillet 1997 (démission) | Jean Pontier      | PRS puis PRG | Éducateur Député de la 2e circonscription de l'Ardèche (1997 → 2002) Conseiller général du canton de Tournon-sur-Rhône (1994 → 2001) |
| 4 juillet 1997                           | 16 mars 2008               | Maurice Plantier  | DVG          | |
| 16 mars 2008                             | 6 juillet 2011 (démission) | Guy Martinez      |              | Président de la CC du Tournonais (? → 2011)                                                                                          |
| 6 juillet 2011                           | 30 juin 2019 (décès)       | André Arzalier    | DVD          | Directeur de GIE retraité Vice-président Arche Agglo (2011 → 2019)                                                                   |
| septembre 2019                           | En cours                   | Jean-Paul Clozel  | DVD          | Cadre, premier adjoint |

## Population et société

### Démographie
L'évolution du nombre d'habitants est connue à travers les recensements de la population effectués dans la commune depuis 1793. Pour les communes de moins de 10 000 habitants, une enquête de recensement portant sur toute la population est réalisée tous les cinq ans, les populations de référence des années intermédiaires étant quant à elles estimées par interpolation ou extrapolation. Pour la commune, le premier recensement exhaustif entrant dans le cadre du nouveau dispositif a été réalisé en 2008.

En 2022, la commune comptait 2 499 habitants, en évolution de +3,01 % par rapport à 2016 (Ardèche : +2,48 %, France hors Mayotte : +2,11 %).
| 1793 | 1800 | 1806 | 1821 | 1831 | 1836 | 1841 | 1846 | 1851 |
| ---- | ---- | ---- | ---- | ---- | ---- | ---- | ---- | ---- |
| 575  | 620  | 583  | 597  | 676  | 801  | 905  | 955  | 987  |

| 1856  | 1861  | 1866  | 1872  | 1876  | 1881  | 1886  | 1891  | 1896  |
| ----- | ----- | ----- | ----- | ----- | ----- | ----- | ----- | ----- |
| 1 114 | 1 105 | 1 151 | 1 139 | 1 332 | 1 120 | 1 016 | 1 074 | 1 062 |

| 1901  | 1906  | 1911 | 1921 | 1926 | 1931 | 1936  | 1946  | 1954  |
| ----- | ----- | ---- | ---- | ---- | ---- | ----- | ----- | ----- |
| 1 065 | 1 038 | 965  | 883  | 904  | 964  | 1 016 | 1 007 | 1 038 |

| 1962  | 1968  | 1975  | 1982  | 1990  | 1999  | 2006  | 2008  | 2013  |
| ----- | ----- | ----- | ----- | ----- | ----- | ----- | ----- | ----- |
| 1 056 | 1 263 | 1 532 | 1 955 | 2 315 | 2 394 | 2 439 | 2 452 | 2 445 |

| 2018  | 2022  | - | - | - | - | - | - | - |
| ----- | ----- | - | - | - | - | - | - | - |
| 2 491 | 2 499 | - | - | - | - | - | - | - |

### Enseignement
La commune est rattachée à l'académie de Grenoble.

### Sports
- Club de basket, l'Élan sportif muzolais,
- Club de football, le « Football Club Muzolais ».
- Club de Volley-ball, le « Volley Muzolais ».
- Stade Varogne.

### Animations
- Fête patronale : dimanche suivant le 24 juin.
- Fête communale : dimanche suivant le Mardi gras.
- Pêche, baignades, promenades.
- Marché des artisans, commerçants tous les vendredis matin.
- Fête de la Saint-Jean, supprimée il y a quelques années[Quand ?] et réinstaurée depuis 2009.
- Déménagement de deux nouvelles personnes fin 2021.
- Salon livres de vins. Une biennale de rencontres entre viticulteurs locaux producteurs de saint-joseph (AOC).

### Médias
Deux journaux sont distribués dans les réseaux de presse desservant la commune :
- L'Hebdo de l'Ardèche est un journal hebdomadaire français basé à Valence. Il couvre l'actualité de tout le département de l'Ardèche.
- Le Dauphiné libéré est un journal quotidien de la presse écrite française régionale distribué dans la plupart des départements de l'ancienne région Rhône-Alpes, notamment l'Ardèche. La commune est située dans la zone d'édition d'édition Annonay / Nord Ardèche.

### Cultes
L'église Saint-Jean-Baptiste (propriété de la commune) et la communauté catholique de Saint-Jean-de-Muzols sont rattachées à la paroisse Saint-Luc-des-Coteaux-et-de-Tournon, laquelle dépend du diocèse de Viviers.

## Culture locale et patrimoine

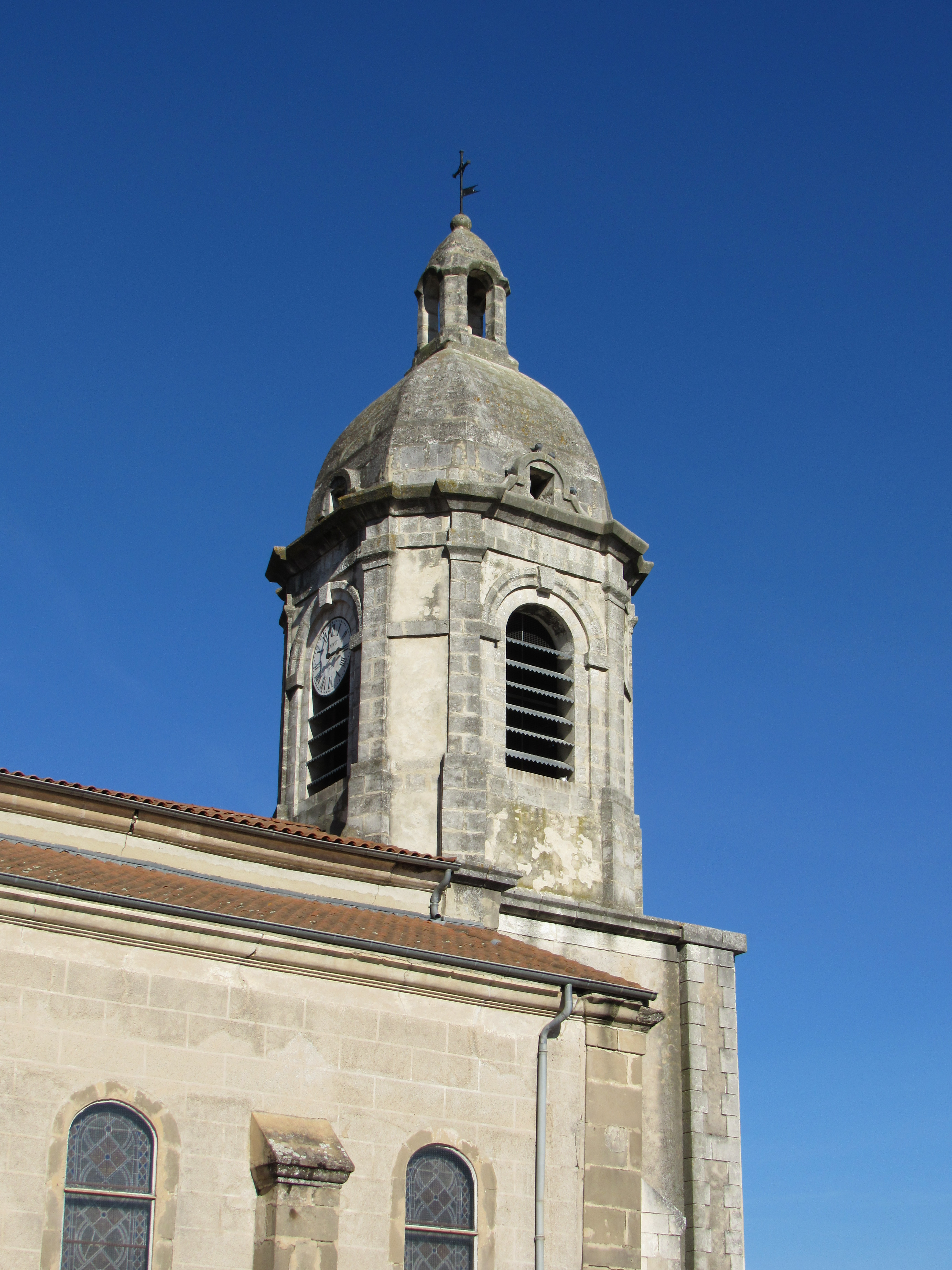
Clocher de l'église Saint-Baptiste.

### Lieux et monuments
- Autel du IIe siècle élevé à Hadrien par les bateliers du Rhône (Monument historique), place de l'Église.
- Maisons anciennes.
- Pont sur le Doux des XVe et XVIe siècles (inscrit aux Monuments historiques), dit Grand Pont, entre Tournon et Saint-Jean-de-Muzols.
- Église Saint-Jean-Baptiste de Saint-Jean-de-Muzols du XIXe siècle de style romano-classique avec son baptistère.
- Ancienne église du Ier siècle d'art roman méridional (Monument historique).
- Château de Belle Combe, datant du XIIIe siècle. Aujourd'hui gîtes et chambres d'hôtes.

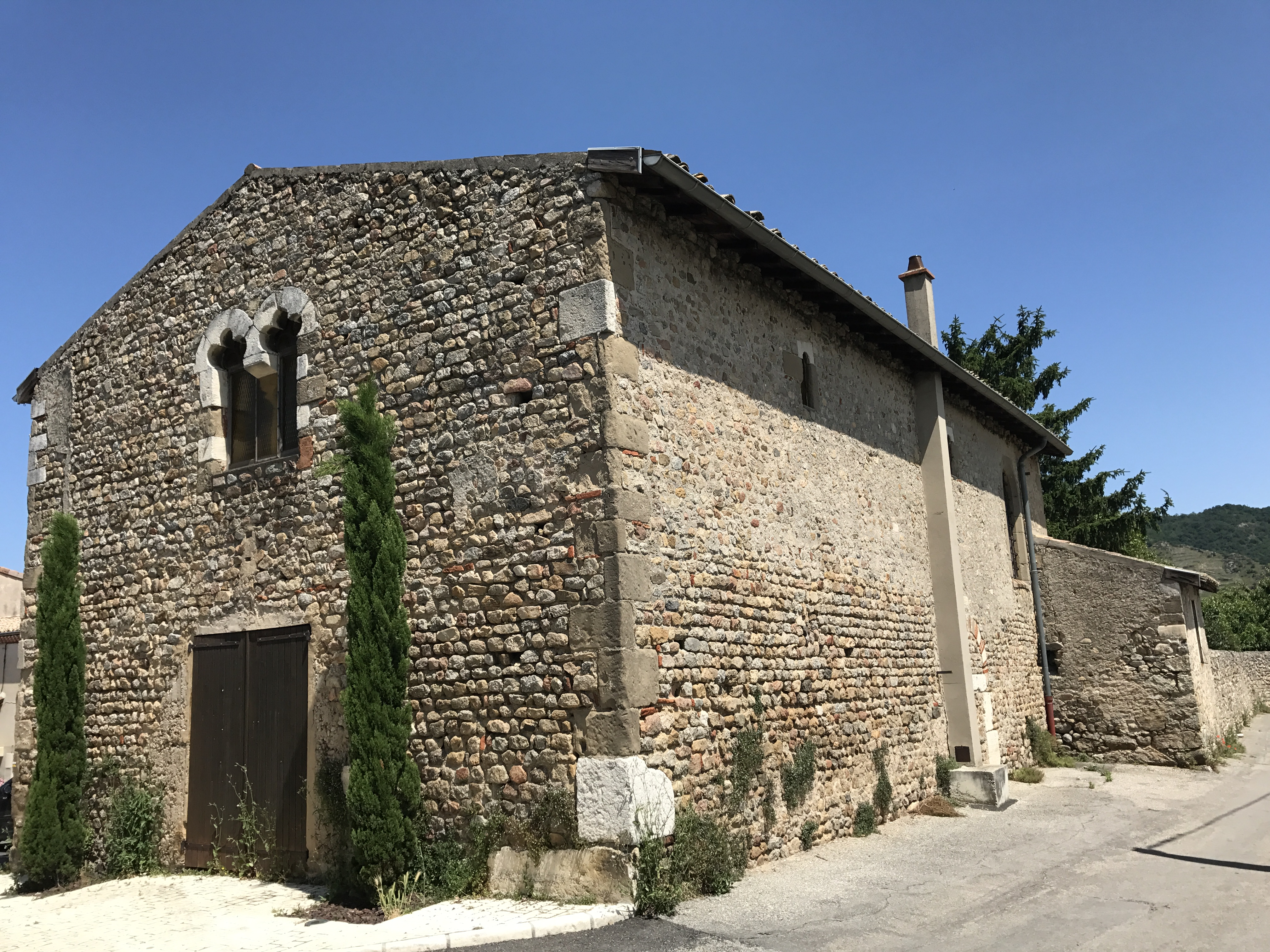
L'ancienne église.
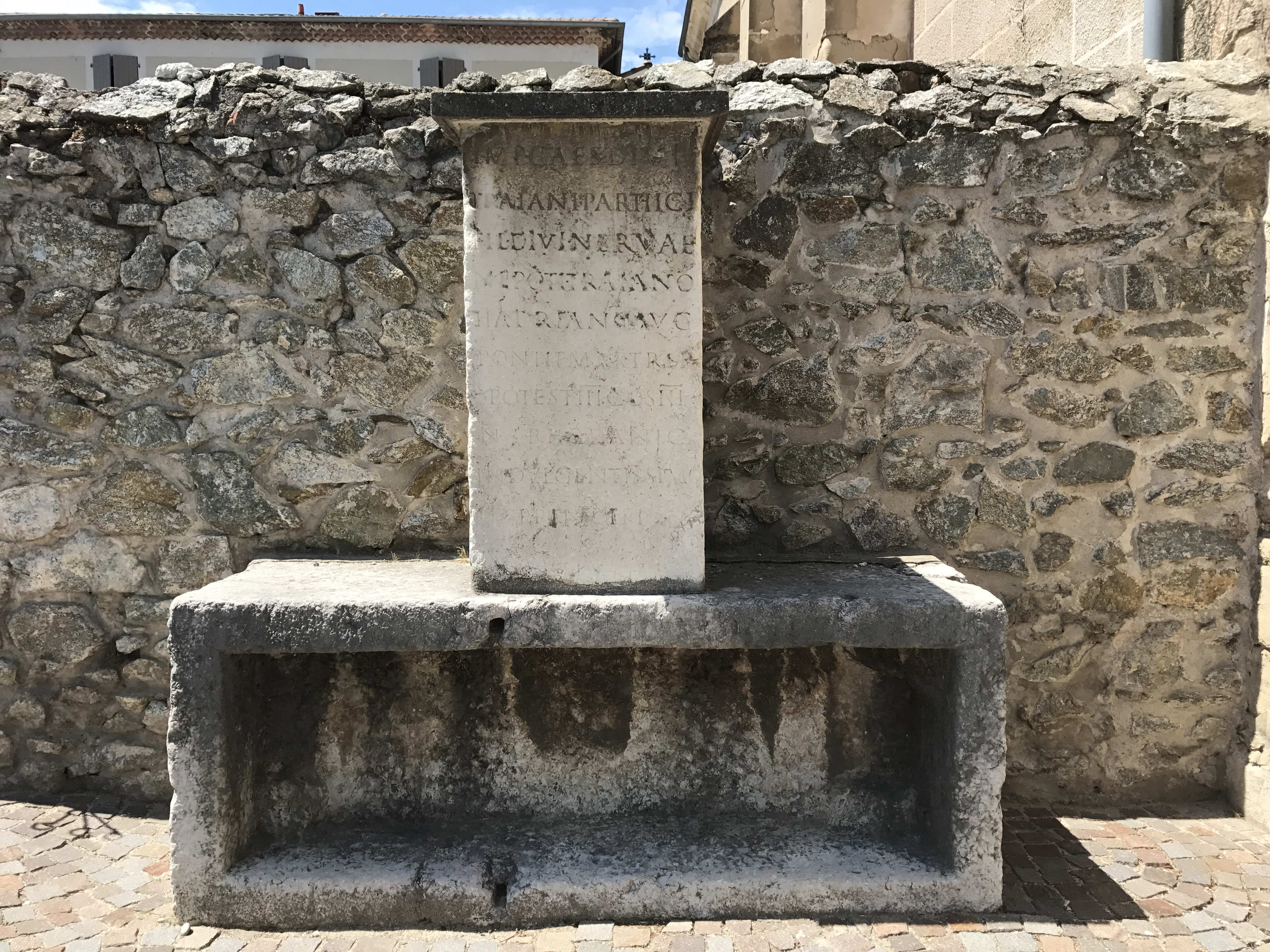
L'autel du IIe siècle.
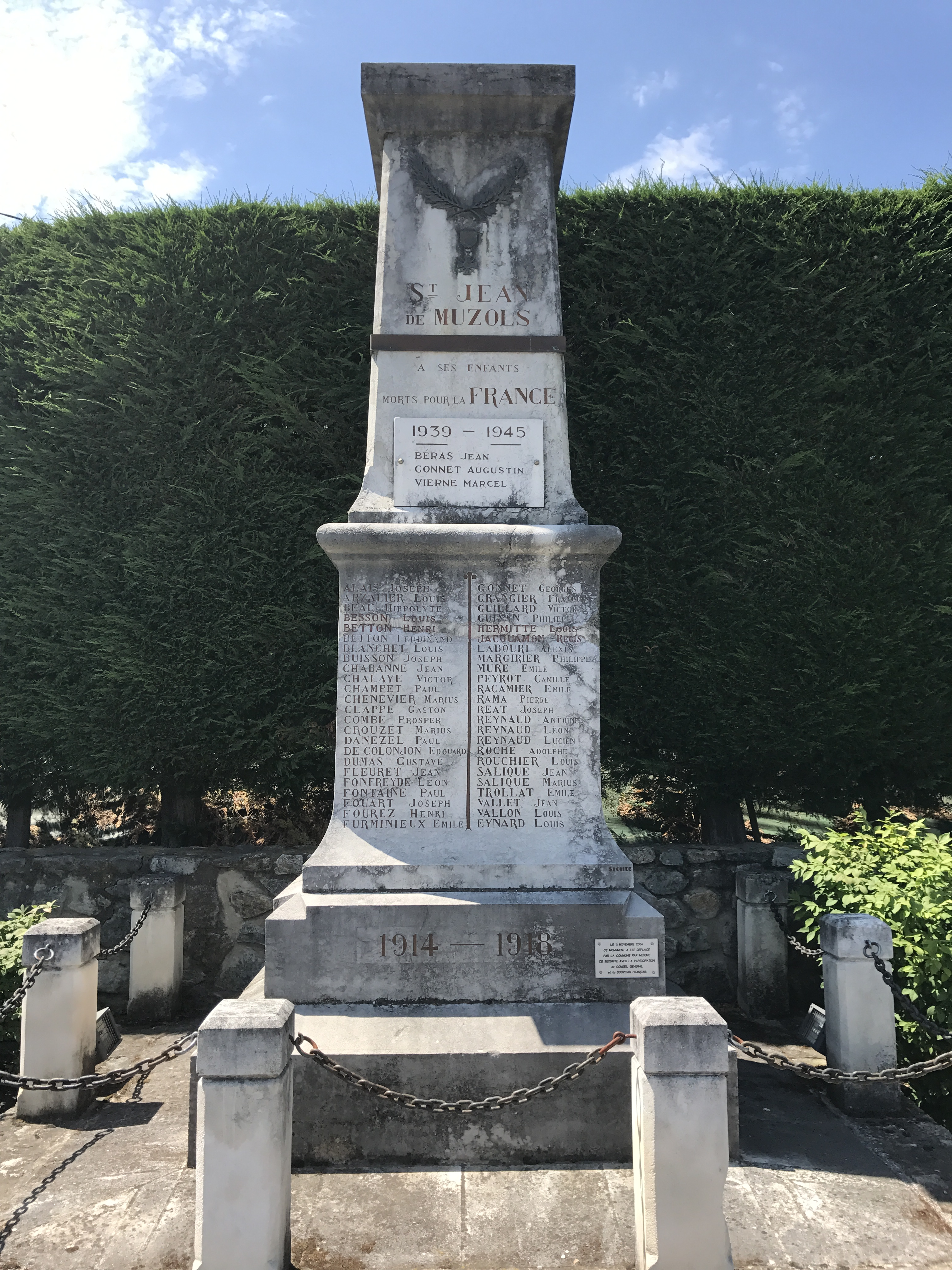
Le monument aux morts.
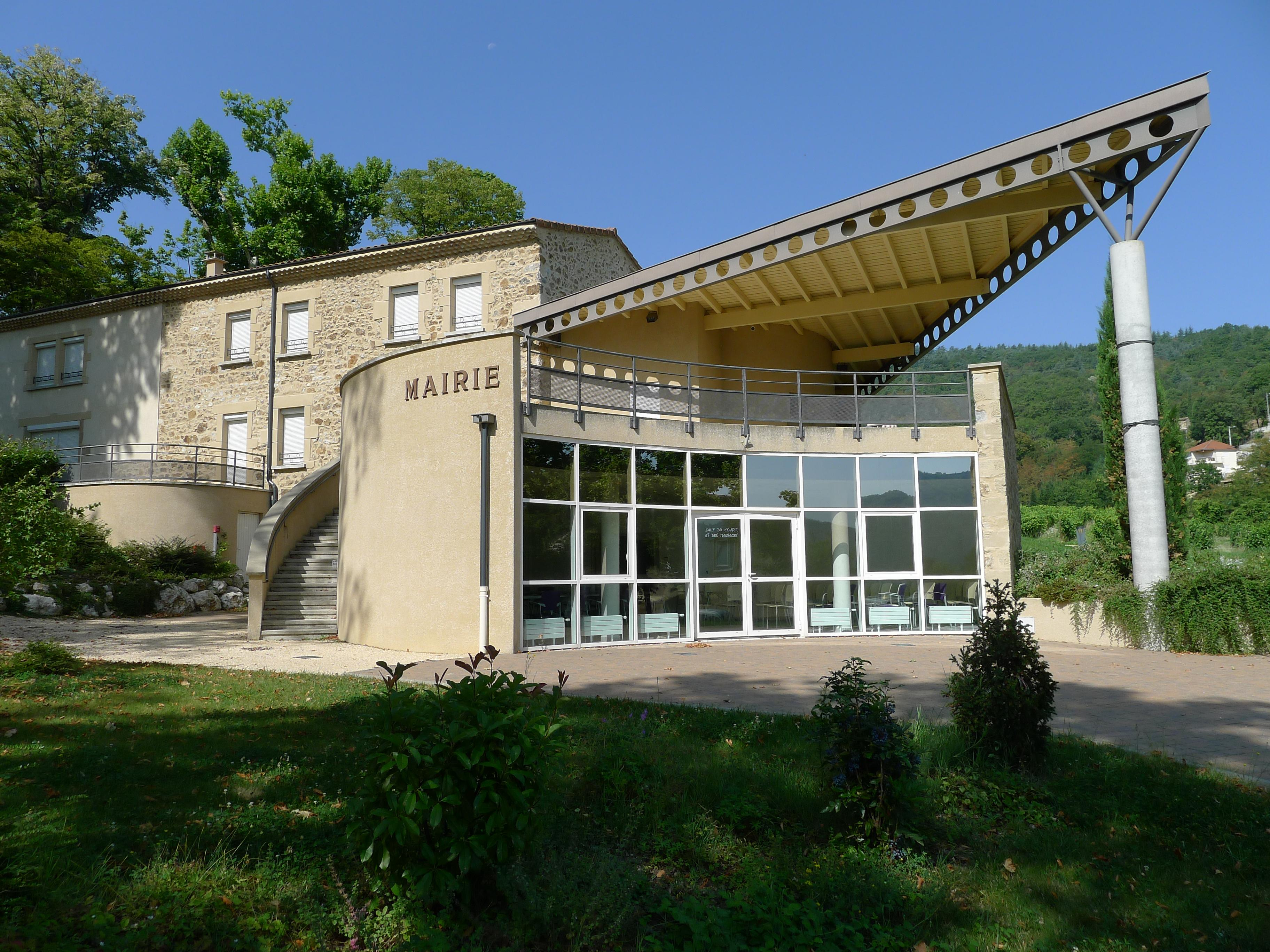
La mairie.

### Personnalités liées à la commune
- Jean Pontier (1932-2022), maire de la commune puis de Tournon, député de l'Ardèche.

### Héraldique
| Blason de Saint-Jean-de-Muzols | Les armes de Saint-Jean-de-Muzols se blasonnent ainsi : D'azur à trois tours d'argent. |